# Julia Simon
Julia Simon (Albertville, 9 ottobre 1996) è una biatleta francese.

## Biografia
In Coppa del Mondo ha esordito il 14 gennaio 2017 a Ruhpolding (44ª nella sprint), ha ottenuto il primo podio il 16 dicembre 2018 nella staffetta di Hochfilzen (3ª) e la prima vittoria il 19 gennaio 2019 a Ruhpolding, sempre in staffetta.
Ha esordito ai Campionati mondiali in occasione della rassegna iridata di Östersund 2019, classificandosi 61ª nella sprint, 24ª nell'individuale, 8ª nella staffetta, 8ª nella staffetta mista e 7ª nella staffetta singola mista. Ai Mondiali di Oberhof 2023 ha vinto la medaglia d'oro nell'inseguimento, quella di bronzo nella partenza in linea e nella staffetta mista e si è classificata 10ª nella sprint, 5ª nell'individuale e 4ª nella staffetta; in quella stessa stagione 2022-2023 ha vinto la Coppa del Mondo generale e quelle di specialità di inseguimento e di partenza in linea. Ai Mondiali di Nové Město na Moravě 2024 ha vinto la medaglia d'oro nella sprint, nell'inseguimento, nella staffetta e nella staffetta mista e il bronzo nell'individuale e si è piazzata 4ª nella partenza in linea; a quelli di Lenzerheide 2025 ha vinto la medaglia d'oro nell'individuale, nella staffetta, nella staffetta mista e nella staffetta mista individuale ed è stata 7ª nella sprint, 12ª nell'inseguimento e 22ª nella partenza in linea e in quella stessa stagione 2024-2025 si è piazzata 3ª nella classifica della Coppa del Mondo generale e 2ª in quella di inseguimento.

## Palmarès

### Olimpiadi
- 1 medaglia:
  - 1 argento (staffetta mista a Pechino 2022)

### Mondiali
- 13 medaglie:
  - 10 ori (staffetta mista individuale[1] a Pokljuka 2021; inseguimento a Oberhof 2023; sprint, inseguimento, staffetta, staffetta mista a Nové Město na Moravě 2024; individuale, staffetta, staffetta mista, staffetta mista individuale a Lenzerheide 2025)
  - 3 bronzi (partenza in linea, staffetta mista a Oberhof 2023; individuale a Nové Město na Moravě 2024)

### Mondiali juniores
- 1 medaglia:
  - 1 oro (staffetta a Minsk-Raubichi 2015)

### Mondiali giovanili
- 2 medaglie:
  - 1 oro (staffetta a Presque Isle 2014)
  - 1 bronzo (sprint a Presque Isle 2014)

### Europei
- 3 medaglie:
  - 1 argento (single mixed a Val Ridanna 2018)
  - 2 bronzi (staffetta a Otepää 2015, insegumento a Val Ridanna 2018)

### Coppa del Mondo
- Vincitrice della Coppa del Mondo nel 2023
- Vincitrice della Coppa del Mondo di partenza in linea nel 2023
- Vincitrice della Coppa del Mondo di inseguimento nel 2023
- 62 podi (33 individuali, 29 a squadre), oltre a quello conquistato in sede iridata e valido anche ai fini della Coppa del Mondo:
  - 23 vittorie (11 individuali, 12 a squadre)
  - 18 secondi posti (12 individuali, 6 a squadre)
  - 21 terzi posti (10 individuali, 11 a squadre)

#### Coppa del Mondo - vittorie
| Data             | Località             | Nazione   | Spec.                                                              |
| ---------------- | -------------------- | --------- | ------------------------------------------------------------------ |
| 19 gennaio 2019  | Ruhpolding           | Germania  | RL (con Anaïs Bescond, Justine Braisaz e Anaïs Chevalier)          |
| 25 gennaio 2020  | Pokljuka             | Slovenia  | MX (con Quentin Fillon Maillet, Simon Desthieux e Justine Braisaz) |
| 14 marzo 2020    | Kontiolahti          | Finlandia | PU                                                                 |
| 10 gennaio 2021  | Oberhof              | Germania  | SMX (con Émilien Jacquelin)                                        |
| 17 gennaio 2021  | Oberhof              | Germania  | MS                                                                 |
| 23 gennaio 2021  | Anterselva           | Italia    | MS                                                                 |
| 5 dicembre 2021  | Östersund            | Svezia    | RL (con Anaïs Bescond, Anaïs Chevalier e Justine Braisaz)          |
| 14 gennaio 2022  | Ruhpolding           | Germania  | RL (con Anaïs Chevalier, Chloé Chevalier e Justine Braisaz)        |
| 11 marzo 2022    | Otepää               | Estonia   | SP                                                                 |
| 4 dicembre 2022  | Kontiolahti          | Finlandia | PU                                                                 |
| 10 dicembre 2022 | Hochfilzen           | Austria   | PU                                                                 |
| 11 dicembre 2022 | Hochfilzen           | Austria   | RL (con Lou Jeanmonnot, Anaïs Chevalier e Chloé Chevalier)         |
| 8 gennaio 2023   | Pokljuka             | Slovenia  | MX (con Fabien Claude, Quentin Fillon Maillet e Anaïs Chevalier)   |
| 15 gennaio 2023  | Ruhpolding           | Germania  | MS                                                                 |
| 22 gennaio 2023  | Anterselva           | Italia    | RL (con Lou Jeanmonnot, Anaïs Chevalier e Chloé Chevalier)         |
| 6 gennaio 2024   | Oberhof              | Germania  | PU                                                                 |
| 7 gennaio 2024   | Oberhof              | Germania  | RL (con Lou Jeanmonnot, Justine Braisaz e Sophie Chauveau)         |
| 10 gennaio 2024  | Ruhpolding           | Germania  | RL (con Lou Jeanmonnot, Jeanne Richard e Sophie Chauveau)          |
| 21 gennaio 2024  | Anterselva           | Italia    | MS                                                                 |
| 3 marzo 2024     | Oslo Holmenkollen    | Norvegia  | MX (con Sophie Chauveau, Fabien Claude e Quentin Fillon Maillet)   |
| 8 marzo 2025     | Nové Město na Moravě | Rep. Ceca | PU                                                                 |
| 9 marzo 2025     | Nové Město na Moravě | Rep. Ceca | RL (con Lou Jeanmonnot, Océane Michelon e Justine Braisaz)         |
| 13 marzo 2025    | Pokljuka             | Slovenia  | IN                                                                 |

Legenda:

SP = sprint

PU = inseguimento

MS = partenza in linea

IN = individuale

RL = staffetta

MX = staffetta mista

SMX = staffetta mista individuale